# Jung Eun-chae
Jung Eun-chae 정은채?, all'anagrafe Jung Sol-mi (정솔미?; Pusan, 24 novembre 1986) è un'attrice sudcoreana.

## Biografia
Ha vissuto per 8 anni in Inghilterra dove ha frequentato le scuole a partire dall'ultimo anno delle medie fino a laurearsi alla Central Saint Martins. Una volta tornata in Corea ha cominciato a recitare e ha debuttato nel 2010 al cinema utilizzando uno pseudonimo per non essere confusa con Park Sol-mi o con Solbi.

## Filmografia

### Cinema
- Choneung ryukja (초능력자?), regia di Kim Min-suk (2010)
- Play (플레이?), regia di Nam Da-jung (2011)
- Kongji, Patzzi, episodio di Mooseowon iyagi (무서운 이야기?), regia di Hong Ji-young (2012)
- Dwitdamhwa - Gamdokyi micheotseoyo (뒷담화 - 감독이 미쳤어요?), regia di E J-yong (2013)
- Noogooui daldo anin haewon (누구의 딸도 아닌 해원?), regia di Hong Sang-soo (2013)
- Yeokrin (역린?), regia di Lee Jae-kyu (2014)
- La collina della libertà (자유의 언덕?, Jayuui eondeokLR), regia di Hong Sang-soo (2014)
- The King (더 킹?), regia di Han Jae-rim (2017)
- The Table (더 테이블?), regia di Kim Jong-kwan (2017)
- Ansisung (안시성?), regia di Kim Kwang-sik (2018)
- Gunsan - Geowireul noraehada (군산 - 거위를 노래하다?), regia di Zhang Lu (2018)
- Oenjjokeul boneun namja, oreunjjokeul boneun yeoja (왼쪽을 보는 남자, 오른쪽을 보는 여자?), regia di Hyung Seul-woo (2021)

### Televisione
- Pasta (파스타?) – serie TV (2010)
- Urijip yeojadeul (우리집 여자들?) – serie TV (2011)
- Yeongdodarireun gunnuda (영도다리를 건너다?), regia di Kim Jin-won – film TV (2011)
- Biui nara (비의 나라?), regia di An Joon-yong – film TV (2013)
- Doctor Frost (닥터 프로스트?) – serie TV (2014-2015)
- Return (리턴?) – serie TV (2018)
- Son - The Guest (손 - The Guest?) – serie TV (2018)
- Legal High (리갈하이?) – serie TV (2019)
- The King: Eternal Monarch (더 킹: 영원의 군주?, The king - Youngwonui gunjooLR) – serie TV (2020)
- Luca: The Beginning (루카: 더 비기닝?) – serie TV (2021)
- Pachinko - La moglie coreana (Pachinko) – serie TV (2022)